# Dolphin Smalltalk
Dolphin Smalltalk (of kortweg "Dolphin") is een implementatie van de Smalltalk-programmeertaal die zich richt op het Microsoft Windows-platform.
De laatste grote release, Dolphin Smalltalk X6, dateert van 2006 en is in twee versies beschikbaar:
- Community Edition (gratis);
- Professionele editie (commercieel) op dit moment in versie 6.02.

Dolphin valt op door zijn geïntegreerde ontwikkelomgeving. In de toolset van dit Smalltalkdialect zitten een geïntegreerde refactoringbrowser, een pakketbrowser en een wysiwyg-"view composer". Dolphin Smalltalk wijkt af van het conventionele Smalltalk MVC-raamwerk. In plaats daarvan maakt men gebruik van een model-view-presentator (MVP)-raamwerk.
De gratis community-versie wordt door sommigen gezien als een van rijkste gratis programmeeromgevingen voor het Windows-besturingssysteem, dit vanwege het ruime aanbod aan voorbeeldapplicaties en de goed gevulde klassebibliotheken. Andere Smalltalkdialecten voor Windows zijn onder andere Smalltalk MT en de Smalltalkdialecten van Cincom.

## Refactoring van code
De Refactoring-browser tools van Refactory Inc zijn volledig in Dolphin geïntegreerd.

## Systeembrowser
Als alternatief voor een conventionele Smalltalk klassehiërarchiebrowser kent Smalltalk een pakketgebaseerde browsingomgeving.

## IdeaSpace
Een "getabde" container voor het beheer van de Dolphinbrowsers en andere hulpmiddelen, waardoor dezen geassocieerd kunnen worden met een bepaald idee of workflow. De idee is om de benodigde schermruimte te beperken en ook om ontwikkelaars te helpen focussen op hun gedachtegang.

## Broncodemanagementsysteem
Dolphin bevat een broncodemanagementsysteem dat zeer vergelijkbaar is met de ENVY-broncodemanager; die ook beschikbaar is voor een aantal andere commerciële Smalltalkdialecten.